# Gerolamo Quaglia
Gerolamo Quaglia (ur. 8 lutego 1902 w São Paulo, zm. 11 listopada 1985 w Genui) – włoski zapaśnik walczący w stylu klasycznym. Dwukrotny olimpijczyk. Brązowy medalista z Amsterdamu 1928 i osiemnasty w Paryżu 1924. Walczył w wadze piórkowej.
Piąte miejsce na mistrzostwach Europy w 1925. Mistrz Włoch w 1922, 1923 i 1925. Był trenerem drużyny narodowej od 1947 do 1960 roku.

## Letnie Igrzyska Olimpijskie 1924
| Konkurencja          | Rundy eliminacyjne        | Rundy eliminacyjne     | Klas. końcowa |
| Konkurencja          | Przeciwnik I              | Przeciwnik II          | Miejsce       |
| -------------------- | ------------------------- | ---------------------- | ------------- |
| 62 kg styl klasyczny | František Dyršmid (TCH) P | Aage Torgensen (DEN) P | 18.           |

## Letnie Igrzyska Olimpijskie 1928
| Konkurencja          | Rundy eliminacyjne      | Rundy eliminacyjne           | Rundy eliminacyjne | Rundy eliminacyjne  | Rundy eliminacyjne     | Rundy eliminacyjne    | Klas. końcowa |
| Konkurencja          | Przeciwnik I            | Przeciwnik II                | Przeciwnik III     | Przeciwnik IV       | Przeciwnik V           | Przeciwnik VI         | Miejsce       |
| -------------------- | ----------------------- | ---------------------------- | ------------------ | ------------------- | ---------------------- | --------------------- | ------------- |
| 62 kg styl klasyczny | Benjamin Araújo (POR) Z | Johannes Nolten, Jr. (NED) Z | wolny los Z        | Saim Arıkan (TUR) Z | Károly Kárpáti (HUN) P | Erik Malmberg (SWE) P | 3.            |